# 下田水漁港
下田水漁港（しただみぎょこう）は、瀬戸内海のほぼ中央、大島の南側、愛媛県今治市吉海町臥間（ふすま）にある漁港。定期航路として今治港からの旅客船が運航されていたが、2013年に航路が休止された。

## 概要
急潮で知られる来島海峡に面しているものの、西に突き出した火内鼻（ひないばな）により入り江を形成し、また湾口付近に位置する武志島により風波がさえぎられ、天然の良港を形成している。
中世には村上水軍の城砦群が点在し、船隠しや水汲み場があったとされる。明治時代初期から今治港との間に渡海船（とうかいせん）が運航していたが、大正期から太平洋戦争前頃までは今治港からの船が大島の各地に寄航し、それぞれ繁栄した。1963年（昭和38年）に今治港との間にフェリーが就航し、本来は漁港ながら、下田水漁港は大島の玄関口としての重要性を高めた。
港の近くには来島海峡大橋の自転車歩行者道の入口があり、開通当時は徒歩や自転車で通れる巨大橋であることを生かしたウォークイベントが、今治港-来島（四国側）-下田水（大島側）の三角状のコースで何度か開催された。

## 航路
今治-大島航路はしまなみ海道の来島海峡大橋の直下で競合する。大橋の開通後も運航時間帯等の見直しはあったものの、安価であることをセールスポイントとし（下田水漁港の近くには大きな看板が設置されていた）しばらく運航は続けられた。下田水漁港からは瀬戸内海交通のバスが接続しており、利用者用の駐車場もあり、通勤・通学者を中心に利用されていた。
2011年（平成23年）3月1日から協和汽船が運航するフェリー便が休止し旅客船のみでの運航に変わり、2013年（平成25年）8月1日からは航路が休止された。
道の駅よしうみいきいき館を運営するしまなみが来島海峡を巡る観光船「来島海峡観潮船」を運航している。
- 協和汽船
  - 下田水漁港 - 今治港（運航休止）
- しまなみ
  - 　来島海峡観潮船

## 付近
- 道の駅よしうみいきいき館
- 来島海峡第一大橋
- 大島南IC

## 旅客港へのアクセス
港の近くにバス停留所があり、島内を周るバス路線が発着している。
- 瀬戸内海交通
  - 下田水港 - 亀山 - 吉海支所前 - 宮窪（営業所） - 友浦
  - 下田水港 - 亀山 - 吉海支所前 - 宮窪（営業所） - 早川
  - 下田水港 - 椋名 - 吉海支所前 - 田浦